# Puentes Viejas
Puentes Viejas (deutsch: alte Brücken) ist eine Gemeinde (municipio) mit 775 Einwohnern (Stand: 2024) in der Autonomen Gemeinschaft Madrid im Zentrum Spaniens. Die Gemeinde wurde 1975 aus den vormals selbstständigen Kommunen Manjirón (zu der auch die Ortschaft Cinco Villas gehört), Paredes de Buitrago und Serrada de la Fuent gebildet. Der Verwaltungssitz befindet sich in Manjirón.

## Lage und Klima
Puentes Viejas liegt etwa 70 Kilometer nordnordöstlich von Madrid in einer Höhe von ca. 1010 m. Der Lozoya durchquert die Gemeinde und bildet die südöstliche Gemeindegrenze. Der Lozoya wird hier aufgestaut. 

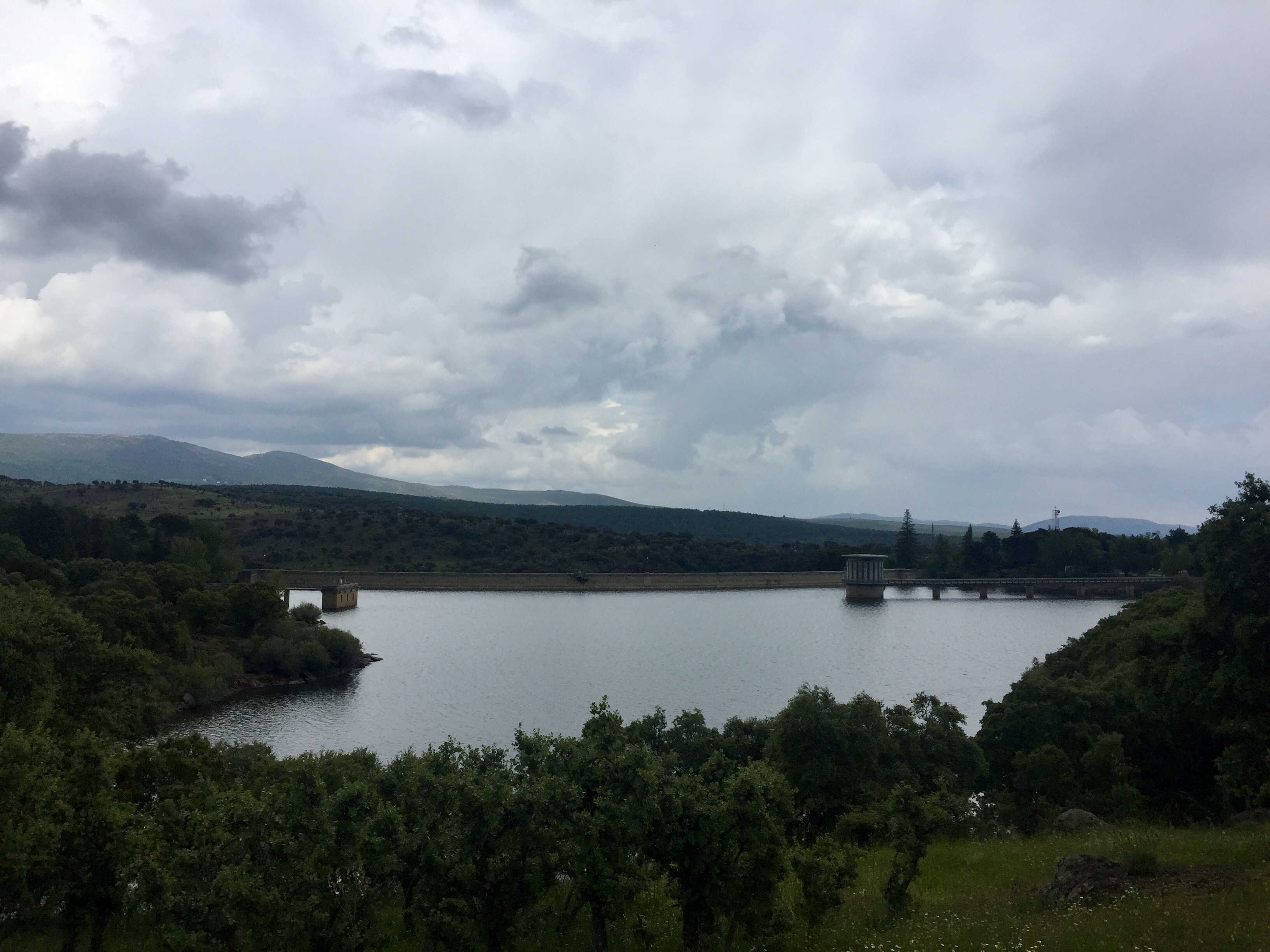
Stausee des Lozoya

Das Klima ist im Winter rau, im Sommer dagegen gemäßigt bis warm; Regen (ca. 609 mm/Jahr) fällt übers Jahr verteilt.

## Bevölkerungsentwicklung
| Jahr      | 1981 | 1991 | 2001 | 2011 | 2021 |
| Einwohner | 443  | 381  | 407  | 645  | 719  |

Der Bevölkerungsschub zu Beginn des 21. Jahrhunderts ist auf den Neubau von Wohnsiedlungen zurückzuführen.

## Wirtschaft und Infrastruktur
Die Gemeinde war jahrhundertelang landwirtschaftlich orientiert; im Ort selbst ließen sich Händler, Handwerker und Dienstleister aller Art nieder.

## Sehenswürdigkeiten

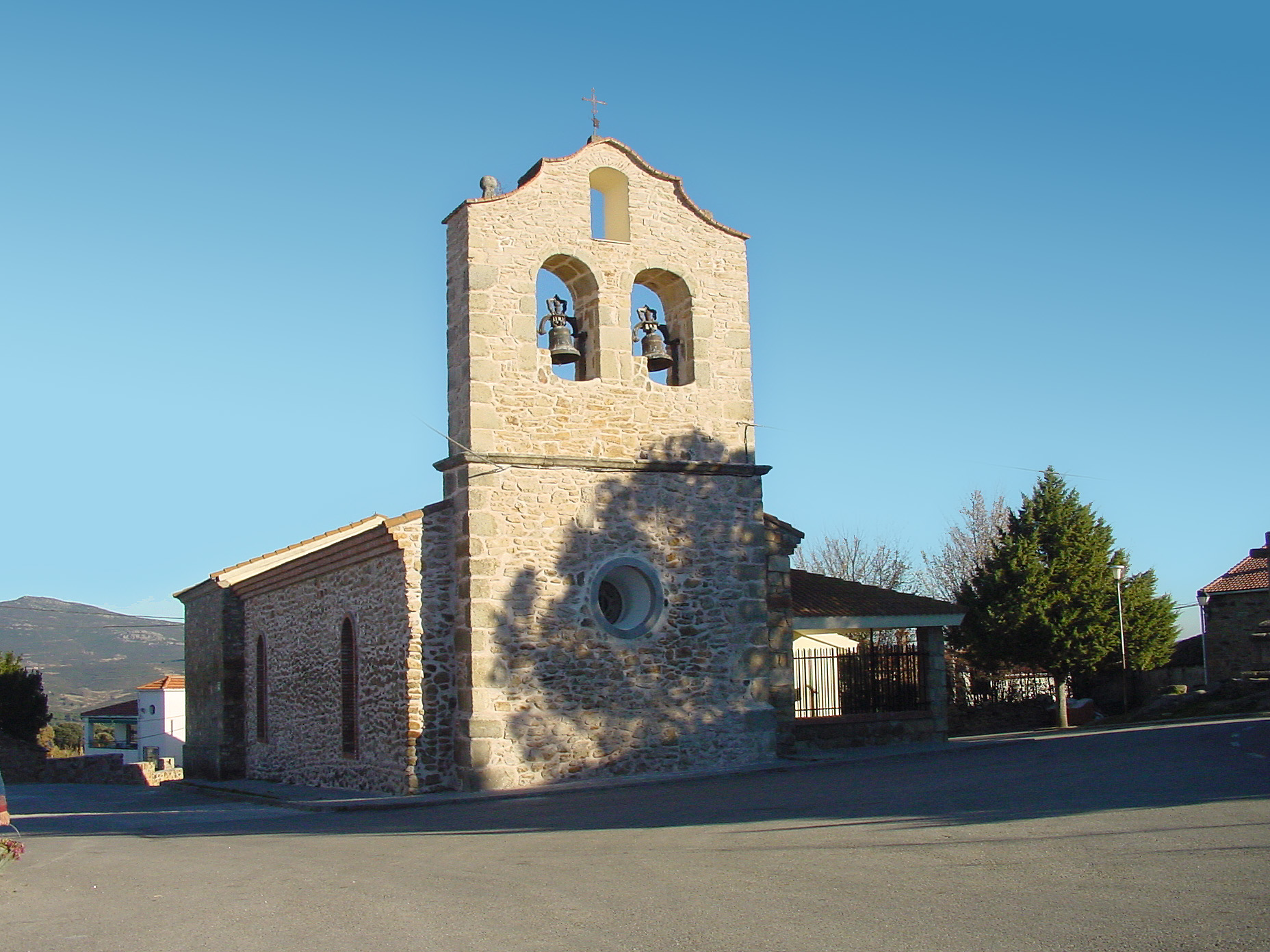
Kirche von Manjirón
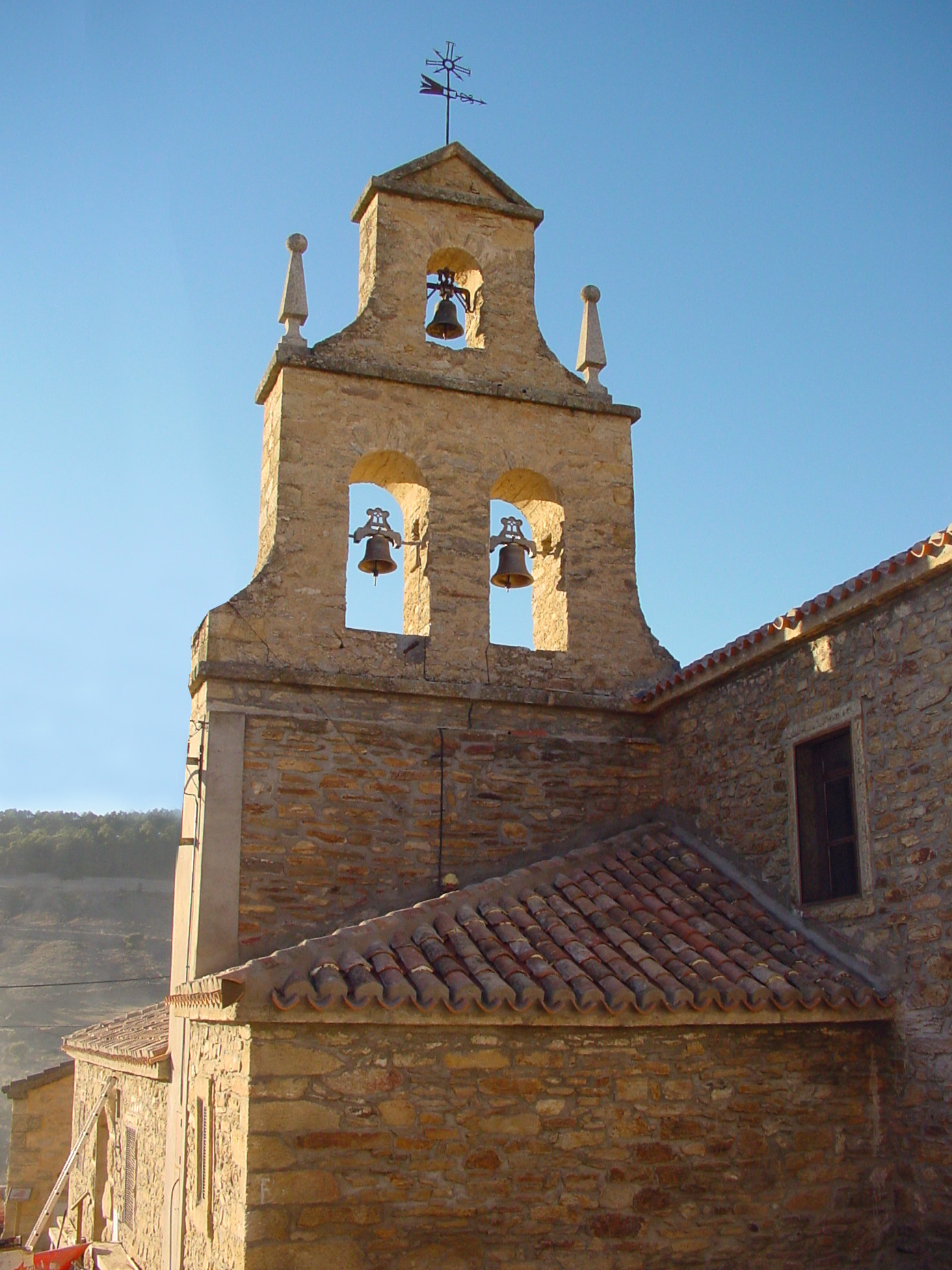
Kirche von Paredes de Buitrago
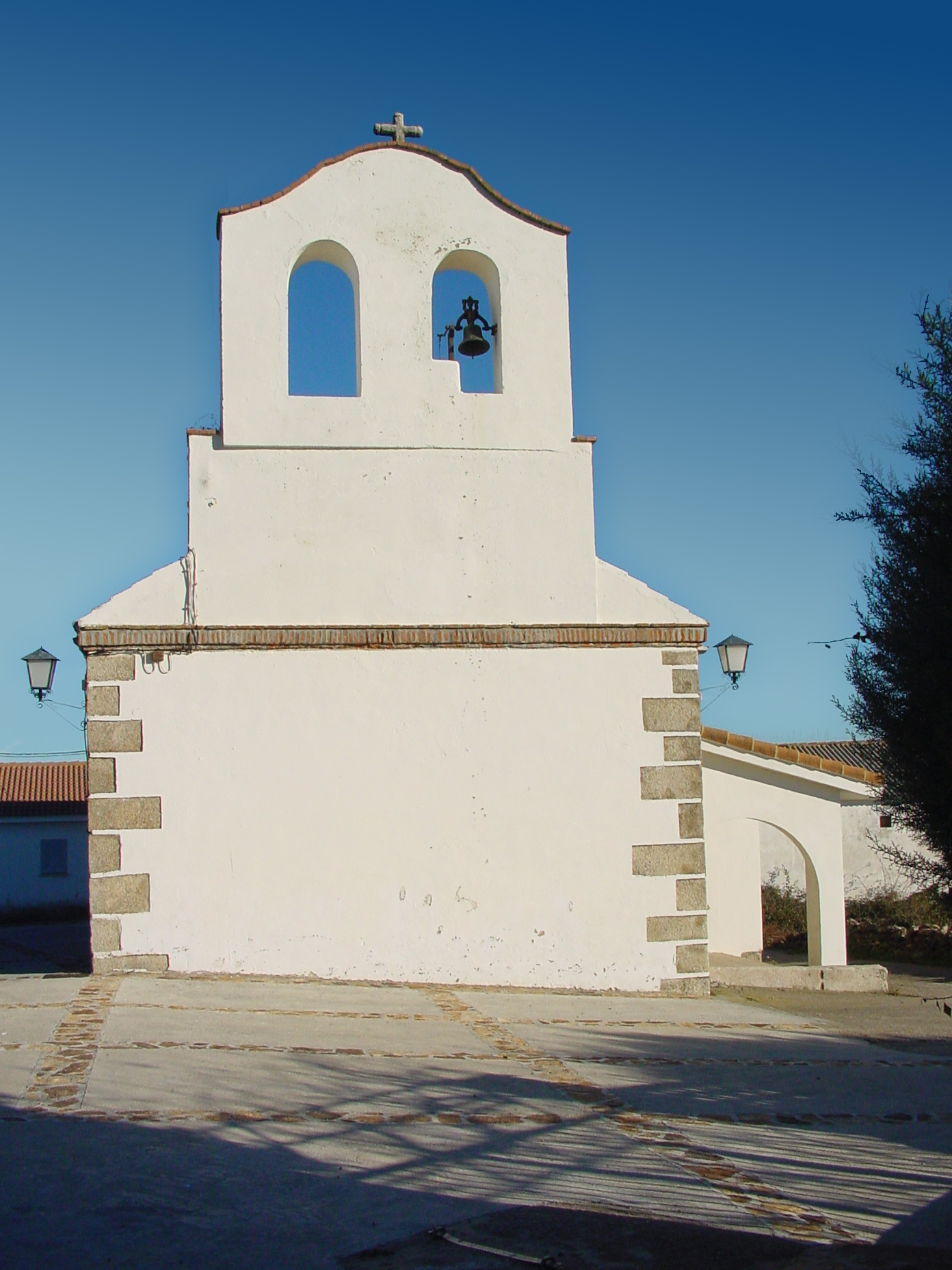
Kirche von Cinco Villas
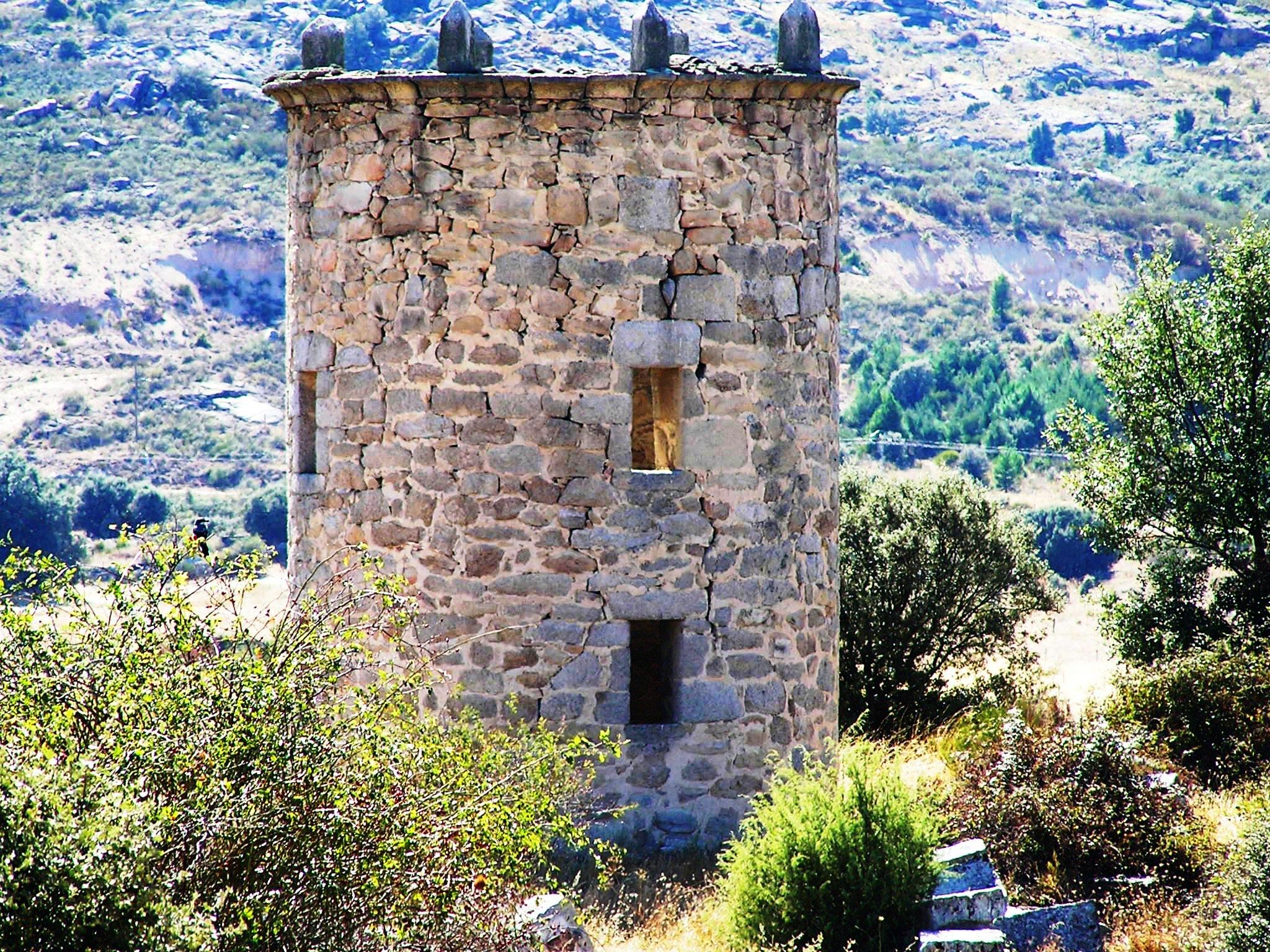
Turm von Mirabel

- Kirche von Manjirón
- Kirche von Paredes de Buitrago
- Kirche von Cinco Villas
- Turm von Mirabel